# Alcolea de las Peñas
Pour les articles homonymes, voir Alcolea.
Alcolea de las Peñas est une commune d'Espagne de la province de Guadalajara dans la communauté autonome de Castille-La Manche.